# 24 каприса (Паганини)

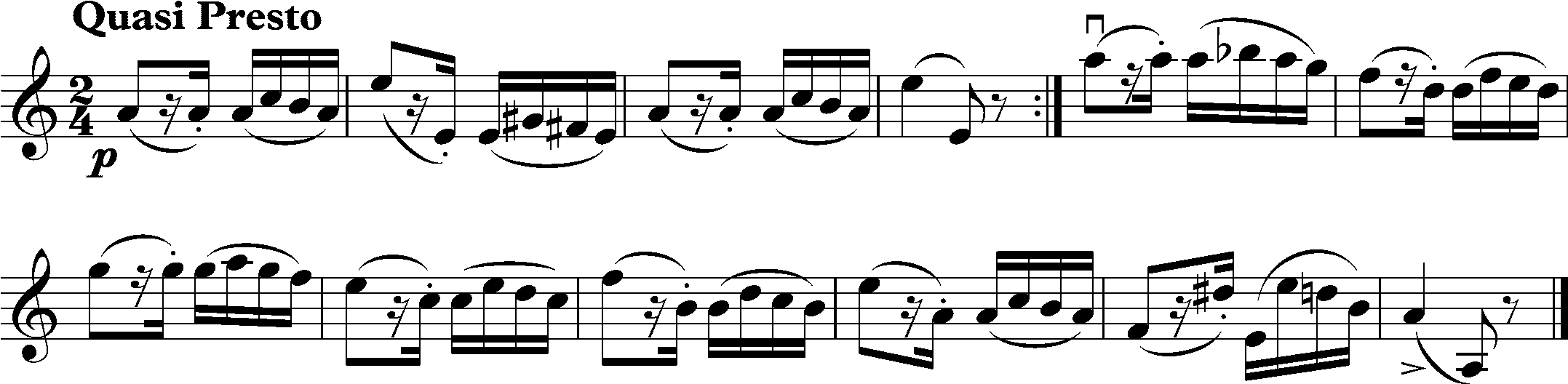
Тема каприса № 24

24 каприса для скрипки соло, опус 1 ― цикл пьес, написанный Никколо Паганини между 1802 и 1817 годами.

## Описание
Каприсы были впервые опубликованы в 1819 году издательством Edition Peters. В каталоге произведений Паганини 1982 года они числятся под номером MS 25. Позже Паганини в своей собственной рукописи, между 1832 и 1840, отмечает тех, кому посвящает свои 24 каприса (возможно, готовя их к новому печатному изданию): 1: Анри Вьётану; 2: Джузеппе Австри; 3: Эрнесто Камилло Сивори; 4: Уле Буллю; 5: Генриху Вильгельму Эрнсту; 6: Каролю Липинскому; 7: Ференцу Листу; 8: Жану Дельфену Аляру; 9: Германну; 10: Теодору Хауманну; 11: Сигизмунду Тальбергу; 12: Дулеру; 13: Шарлю Филиппу Лафону; 14: Пьеру Роде; 15: Луи Шпору; 16: Родольфу Крейцеру; 17: Александру Арто; 18: Антону Бореру; 19: Андреасу Ромбергу; 20: Карло Биньяни; 21: Антонио Баццини; 22: Луиджи Альяни; 23: [без имени]; 24: Nicolò Paganini, sepolto pur troppo (Никколо Паганини, к сожалению, погребённому). Также некоторые каприсы имеют свои собственные названия.
Каприсы написаны в форме этюдов, каждое произведение направлено на изучение самых различных навыков скрипичной игры (трели двойными нотами, быстрая смена позиций, пиццикато левой рукой, рикошет и т. д.).
В отличие от многих других циклов из 24 пьес, здесь не было намерений написать эти каприсы во всех 24 тональностях.

## Список каприсов
| - Каприс № 1 (Арпеджио), ми мажор: Andante - Каприс № 2, си минор: Moderato - Каприс № 3, ми минор: Sostenuto — Presto — Sostenuto - Каприс № 4, до минор: Maestoso - Каприс № 5, ля минор: Agitato - Каприс № 6 (Трель), соль минор: Lento - Каприс № 7, ля минор: Posato - Каприс № 8, ми-бемоль мажор: Maestoso - Каприс № 9 (Охота), ми мажор: Allegretto - Каприс № 10, соль минор: Vivace - Каприс № 11, до мажор: Andante — Presto — Andante - Каприс № 12, ля-бемоль мажор: Allegro | - Каприс № 13 (Смех дьявола), си-бемоль мажор: Allegro - Каприс № 14, ми-бемоль мажор: Moderato - Каприс № 15, ми минор: Posato - Каприс № 16, соль минор: Presto - Каприс № 17, ми-бемоль мажор: Sostenuto — Andante - Каприс № 18, до мажор: Corrente — Allegro - Каприс № 19, ми-бемоль мажор: Lento — Allegro Assai - Каприс № 20, ре мажор: Allegretto - Каприс № 21, ля мажор: Amoroso — Presto - Каприс № 22, фа мажор: Marcato — Minore - Каприс № 23, ми-бемоль мажор: Posato — Minore — Posato - Каприс № 24, ля минор: Tema con Variazioni: Quasi Presto |

## Произведения, написанные на темы каприсов
Темы каприсов Паганини легли в основу ряда произведений композиторов последующих поколений. В частности:
- Роберт Шуман: Этюды на тему каприсов Паганини (1832), Шесть концертных этюдов по каприсам Паганини (1833), а также аккомпанемент к 24 каприсам (1854);
- Ференц Лист: Большие этюды по Паганини (1851);
- Иоганнес Брамс: Вариации на тему Паганини (1862—1863, на тему 24-го каприса);
- Ганс Боттермунд[англ.]: Вариации на тему 24-го каприса для виолончели соло (1911);
- Сергей Рахманинов: Рапсодия на тему Паганини (1934, на тему 24-го каприса);
- Витольд Лютославский: Вариации на тему Паганини[англ.] (1941, 1977—1978, на тему 24-го каприса).